# Neocollyris strangulata
Neocollyris strangulata es una especie de escarabajo del género Neocollyris. Fue descrita científicamente por Naviaux en 1991.
Se distribuye por Vietnam. Mide aproximadamente 21,5 milímetros de longitud. Se ha registrado a elevaciones de 700-1000 metros.